# Westoverledingen
Westoverledingen là một đô thị huyện Leer, bang Niedersachsen, Đức. Đô thị này có diện tích 111,9 km².